# Festribal
O Festival das Tribos Indígenas de Juruti ou Festribal (termo relativo a tribos) é uma festa cultural realizada sempre no último fim de semana do mês de julho ou início de agosto na cidade de Juruti, oeste do Pará. Resgata em forma de espetáculo a cultura indígena nativa da cidade. Uma das maiores manifestações culturais da Amazônia. O palco das apresentações é o Tribódromo, arena onde as tribos se apresentam. No tribódromo as tribos Muirapinima (vermelho e azul) e Munduruku (vermelho e amarelo) se enfrentam pela conquista do título. A festa retrata a cultura indígena em forma de música, artes cênicas, alegorias e danças. O modo de vida do caboclo, os rituais indígenas, o pescador e o farinheiro são algumas das inspirações do festival. O Festribal nasceu como uma ramificação do Festival Folclórico de Juruti. O festival folclórico apresentava cordões de pássaros, quadrilhas, bumba-meu-boi e carimbó. Cada grupo se apesenta com 800 pessoas/integrantes, que são julgados por uma comissão externa (profissionais de outras regiões do País) que atribuem notas para evolução, apresentador, pajé, letra, música, etc.
Em 1993, surge uma dança com coreografia indígena de nome "Tribo Munduruku". Como não havia essa categoria no festival, no ano seguinte foi criado um outro grupo intitulado "Tribo Muirapinima" para concorrer com os Mundurukus.
A disputa entre as tribos começou em 1995 e projeta o município para o turismo, potencializando o desenvolvimento social e econômico da cidade de Juruti. A festividade hoje é destaque na área cultural pela grandiosidade, e é comparada aos grande festivais. Com o grande público que todos os anos participa da festa, a prefeitura monta estrutura na segurança, saúde e serviços.
Todos os anos é escolhido um tema para o Festribal com o objetivo de manter viva na memória da população a história cultura do povo.

## Tribo Munduruku
Os Munduruku habitavam na região dos Rios Madeiras e Tapajós. Após várias lutas travadas com outros povos mudaram-se chegando às nossas terras por volta de 1818. Assim aconteceu a fundação do município de Juruti. Eles praticavam a pesca, a caça, a agricultura e adoravam Rairú, o deus protetor. Desta forma, Juruti é considerada o berço Munduruku.
O Grupo Folclórico "Tribo Munduruku" foi fundado no dia 4 de julho de 1993, liderado por Carmen Barroso, Adercias Batista e Jim Jones Batista, com o objetivo de resgatar os valores do folclore local, em forma de dança indígena, artes cênicas e rituais. O nome deu-se pelos primeiros habitantes da localidade, que eram os indígenas Mundurukus. Em sua trajetória o Grupo Folclórico Mundurukus, proporciona uma viagem de mistérios e originalidade, e todos os espetáculos são intitulados como forma de reverência, através de sua dança, rituais, tradições e sabedoria.

## Tribo Muirapinima
É a tribo que habitava as margens do Lago Juruti Velho – parte antiga da atual cidade de Juruti - e que deu origem a vila de mesmo nome. Muirapinima é também o nome de uma árvore comum da região. Por sua beleza e tipo de caule é considerada de grande valor (madeira de lei). Como forma de homenagem e amor pela natureza, os índios se autodenominaram com o nome dessa árvore. A tribo Muirapinima é representada pelas cores azul e vermelho, e trouxe o canto “Legado Indígena” ressaltando a importância dos povos indígenas impresso nos costumes, tradições e lendas.
Rivalidade histórica
O nascimento de um curumim com traços diferentes (mais claro e cabelo avermelhado) na aldeia Munduruku não foi bem aceito. A família do curumim se rebelou contra o cacique Munduruku e, junto com mais alguns índios, refugiou-se às margens do Lago do Juruti-Velho, onde havia um bosque de Muirapinimas, árvore cuja madeira de lei era utilizada para a fabricação de móveis no período colonial. Em homenagem à árvore, a tribo dissidente se autodenominou Muirapinima e passou a ser inimiga da sua antiga tribo. Agora, as apresentações representam as antigas competições.

## Resultados e Temas
| Ano  | Campeão                                                      | Vice-campeão                                            |
| ---- | ------------------------------------------------------------ | ------------------------------------------------------- |
| 2024 | Munduruku Amazônia Indígena                                  | Muirapinima Wiyae: O Canto de Resistência Pindorama     |
| 2023 | Munduruku Povos Indígenas, Guardiões do Território Ancestral | Muirapinima Terra Indígena: Nossos Pés, Nossas Raízes   |
| 2022 | Munduruku Povos Originários, Herdeiros da Terra-Floresta     | Muirapinima Liberdade                                   |
| 2021 | Não ocorreu devido a Pandemia de COVID-19                    | Não ocorreu devido a Pandemia de COVID-19               |
| 2020 | Não ocorreu devido a Pandemia de COVID-19                    | Não ocorreu devido a Pandemia de COVID-19               |
| 2019 | Muirapinima Legado Indígena                                  | Munduruku Brasil, Não Silenciarás Nosso Canto Ancestral |
| 2018 | Munduruku Amazônia dos Cacicados à Profecia das Savanas      | Muirapinima Amazônia Sateré Mawé: A Essência da Vida    |
| 2017 | Muirapinima Mística da Vida                                  | Munduruku Mistério dos Pajés                            |
| 2016 | Munduruku Mitos                                              | Muirapinima Espíritos                                   |
| 2015 | Munduruku Rituais                                            | Muirapinima Ensinança Ancestral                         |
| 2014 | Munduruku Celebração                                         | Muirapinima Cosmogonia                                  |
| 2013 | Muirapinima Crença                                           | Munduruku O Mundo das Encantarias                       |
| 2012 | Munduruku Xamanismo                                          | Anulado                                                 |
| 2012 | Muraipinima Misticismo                                       | Anulado                                                 |
| 2011 | Muirapinima Ancestralidade                                   | Munduruku Sabedoria Indígena                            |
| 2010 | Munduruku Pajelança                                          | Muirapinima Nosso Amor                                  |
| 2009 | Muirapinima Natureza Sagrada: Ihé Uru Aîhu                   | Munduruku Amazônia Terra-Mãe                            |

## Festribal na TV Brasil
Em 2022, a TV Brasil exibiu a 28ª edição do Festribal, o Festival das Tribos Indígenas de Juruti, no oeste do Pará, com o tema “O Reencontro dos Povos”.
Após dois anos sem a realização presencial por conta da pandemia da Covid-19, o evento voltou a sua forma tradicional com o reencontro das tribos Munduruku (vermelha e amarela) e Muirapinima (vermelha e azul) para mais um duelo da arte e da cultura indígenas. Reconhecido como Patrimônio Cultural do Município de Juruti e do Estado do Pará, o Festribal aconteceu no Centro Cultural, mais conhecido como Tribódromo, com capacidade para 10 mil pessoas.
O espetáculo a céu aberto retrata a cultura indígena, com inspiração em seus rituais, no modo de vida do caboclo, no pescador e no farinheiro. Ao interagirem com suas tribos, as torcidas completam a festa e transformam o Tribódromo no local da maior expressão da arte indígena da Amazônia.

O Festribal nasceu de uma ramificação do Festival Folclórico de Juruti, onde se apresentavam cordões de pássaros, quadrilhas, bumba-meu-boi e carimbó. De 1995, quando o evento teve sua primeira edição, até hoje, a tribo Munduruku já venceu 16 vezes e a Muirapinima conquistou 13 títulos de campeã.